# 宮川長亀

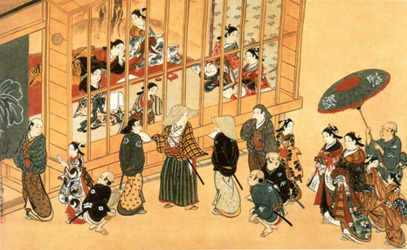
「吉原格子先の図」　長亀筆、浮世絵太田記念美術館所蔵。

宮川 長亀（みやがわ ちょうき、生没年不詳）とは、江戸時代の浮世絵師。

## 来歴
宮川長春の門人、長亀と号す。俗名、経歴ともに不明だが、弟子の中で唯一師である長春の「長」の字を画名に用いていることから、その実子である可能性が高いといわれており、あるいは長春の子の長助の事かともいう。
画風は長春を踏襲し、享保から寛延にかけて長春と同様に肉筆画のみを描く。今日残されている作品は遊里風俗画が大半を占め、長春に比べるとやや小ぶりながらも賦彩は丁寧にして細密であると評されている。遊女の美人画のほかに同じ構図の「吉原格子先の図」を数点描いており、この図様の絵を量産していたと考えられるが、MOA美術館所蔵のものと浮世絵太田記念美術館所蔵のものを比較すると、人物などの内容を変えて描かれている。長春は吉原の絵を菱川師宣の絵に倣って描いており、さらに長亀の「吉原格子先の図」は師である長春の吉原図巻などをもとにしていることから、師宣、長春、長亀と画題が伝えられたのが窺える。
寛延3年（1750年）に稲荷橋狩野家から長春が暴行を受けたのを起りとする刃傷事件により、宮川派は同門の宮川一笑が流罪となるなど大打撃を受け、長亀についてもその後の消息は不明となっている。

## 作品
| 作品名                                   | 技法     | 形状・員数 | 寸法（縦x横cm） | 所有者                           | 年代          | 落款・印章                                              | 備考                                                                   |
| ---------------------------------------- | -------- | ---------- | --------------- | -------------------------------- | ------------- | ------------------------------------------------------- | ---------------------------------------------------------------------- |
| 上野観桜図・隅田川納涼図                 |          | 六曲一双   |                 | 大倉集古館                       |               |                                                         | 重要美術品                                                             |
| 遊女聞香図                               | 紙本着色 | 1幅        | 63.5x32.2       | 東京国立博物館                   |               | 款記「日本繪宮川長亀書」/「五湖放印（印？）」朱白文方印 |                                                                        |
| 二人の遊女と禿図（三美人図、遊女閑談図） | 紙本着色 | 1幅        | 33.4x55.3       | 東京国立博物館                   |               | 款記「日本繪宮川長亀書」/「□綜」朱文方印                |                                                                        |
| 吉原格子先の図（張見世の図）             | 紙本着色 | 1幅        | 51.5x85.8       | 浮世絵太田記念美術館             | 享保年間      | 款記「日本繪宮川長亀書」                                |                                                                        |
| 花魁道中図                               | 紙本着色 |            |                 | 浮世絵太田記念美術館             |               |                                                         | 画賛「しら雪は ふりかくせとて 千世までの 竹のみどりぞ かわらざりけり」 |
| 花魁道中図                               | 紙本着色 |            |                 | 浮世絵太田記念美術館             |               |                                                         |                                                                        |
| 遊女立姿図                               | 紙本着色 |            |                 | 浮世絵太田記念美術館             |               | 無款                                                    |                                                                        |
| 二美人図                                 | 紙本着色 |            |                 | ニューオータニ美術館             |               |                                                         |                                                                        |
| 遊君禿図                                 | 紙本着色 |            |                 | ニューオータニ美術館             |               |                                                         |                                                                        |
| 美人立姿図                               | 紙本着色 |            |                 | ニューオータニ美術館             |               | 無款                                                    |                                                                        |
| 太夫一行参詣の図                         | 絹本着色 |            |                 | 川崎・砂子の里資料館             |               |                                                         |                                                                        |
| 吉原遊楽図                               | 絹本着色 | 1幅        | 42.7x83.0       | 鎌倉国宝館                       |               | 款記「日本繪宮川長亀書」/「五湖放印」朱白文方印         |                                                                        |
| 吉原格子先の図                           | 紙本着色 |            |                 | MOA美術館                        |               |                                                         |                                                                        |
| 美人弄猫之図                             |          |            |                 | 天一美術館                       | 18世紀前半    | 款記「日本繪宮川長亀書」                                |                                                                        |
| 遊里風俗図                               | 絹本著色 | 1幅        | 53.7x80.7       | ボストン美術館                   | 享保年間      |                                                         |                                                                        |
| 見立小督仲国図                           | 絹本著色 | 額1面      | 57.8x96.5       | ボストン美術館                   | 享保年間      |                                                         |                                                                        |
| 遊女と禿図                               | 紙本着色 | 額1面      | 76.5x31.6       | フリーア美術館                   |               |                                                         |                                                                        |
| 遊女と禿図                               | 紙本着色 | 1幅        | 87.0x37.1       | ウェストンコレクション（シカゴ） | 享保-寛保年間 | 款記「日本繪宮川長亀書」/「長龜」朱文方印               |                                                                        |
| 業平舞図                                 | 絹本着色 |            |                 | キヨッソーネ東洋美術館           |               |                                                         |                                                                        |
| 蘆葉達磨                                 | 絹本着色 | 1幅        |                 |                                  |               |                                                         |                                                                        |
| 高尾太夫の図                             | 紙本着色 | 1幅        |                 |                                  |               |                                                         |                                                                        |
| 見立普賢菩薩                             | 紙本着色 | 1幅        |                 |                                  |               |                                                         |                                                                        |